# 461 Saskia
Saskia (asteroide 461) é um asteroide da cintura principal, a 2,6537964 UA. Possui uma excentricidade de 0,1484748 e um período orbital de 2 009,54 dias (5,5 anos).
Saskia tem uma velocidade orbital média de 16,87165524 km/s e uma inclinação de 1,4432º.
Este asteroide foi descoberto em 22 de Outubro de 1900 por Max Wolf.